# Kolbotn (stacja kolejowa)
Kolbotn – stacja kolejowa w Kolbotn, w regionie Akershus w Norwegii, jest oddalona od Oslo Sentralstasjon o 12,88 km. Leży na wysokości 101,3 m n.p.m.

## Ruch pasażerski
Należy do linii Østfoldbanen. Jest elementem - kolei aglomeracyjnej w Oslo - w systemie SKM ma numer 500i 550. Obsługuje lokalny ruch między Oslo Sentralstasjon Moss, Spikkestadi Ski. 
- Linia 500 Pociągi odjeżdżają co pół godziny; część pociągów w godzinach poza szczytem nie zatrzymuje się na wszystkich stacjach[2].

- Linia 550 Pociągi odjeżdżają co pół godziny w szczycie i co godzinę poza szczytem[3].

## Obsługa pasażerów
Wiata, poczekalnia, automat biletowy, parking na 65 miejsc, parking rowerowy, kawiarnia, autobus, ułatwienia dla niepełnosprawnych, postój taksówek. Odprawa podróżnych odbywa się w pociągu.